# Villa Segel
La villa Segel (Segel House, en anglais) est une maison de plage design-avantgardiste, de style mouvement moderne, architecture organique, et architecture californienne moderne, construite en 1979 par l'architecte américain John Lautner (1911-1994) sur la plage de Malibu du Grand Los Angeles en Californie aux États-Unis.

## Historique

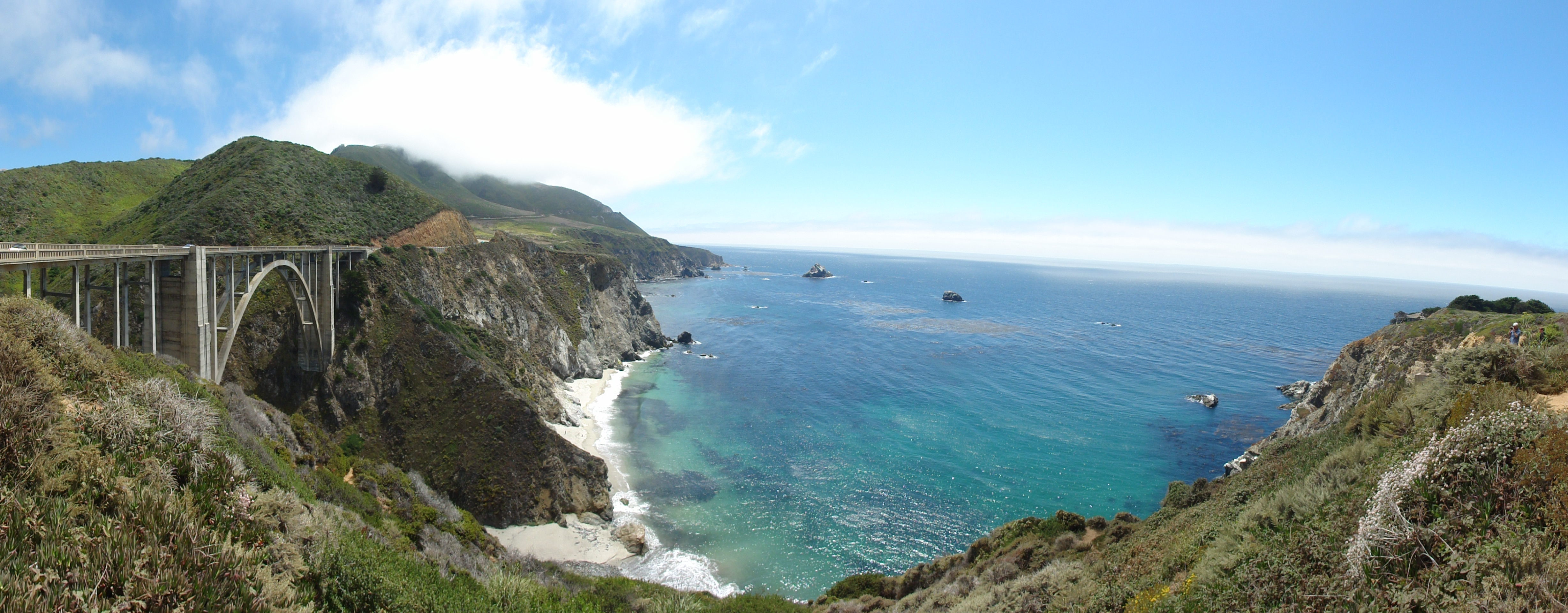
Pacific Coast Highway et océan Pacifique de Malibu en Californie

John Lautner est un important architecte américain. Diplômé de l'université du Nord du Michigan, il travaille durant 6 ans (1933-1939) pour Frank Lloyd Wright, dont il adopte la philosophie « architecture organique - Prairie School »,. Il fonde son bureau d'architecte à Los Angeles en Californie en 1940, ou il construit de nombreuses maisons avant-gardiste d'exceptions de style architecture organique et architecture californienne moderne (dont Sheats Goldstein Residence, Chemosphere, ou Elrod House...),.
John Lautner construit cette maison historique d'exception en 1979 pour Joann Segel, sur la plage Carbon Beach de l'océan Pacifique, avec 650 m² de surface, en béton, cèdre, et verre, avec un toit en cuivre, en immersion organique naturelle dans un environnement d'arbres, de rochers, de sable, et d'eau, avec des formes incurvées inspirées de la forme des vagues de l'océan, avec piscine, terrasse en teck, et vue panoramique sur la plage et l'océan...
Estimée à plusieurs 10e de millions de dollars, elle a été entre autres propriété du couple d'acteurs Courteney Cox - David Arquette, et du couple de personnalité du monde des affaires Frank McCourt - Jamie McCourt (entre autres propriétaires des Dodgers de Los Angeles et de l'Olympique de Marseille...),...